# Johann Friedrich Steinkopf (Maler)
Johann Friedrich Steinkopf (* 5. März 1737 in Oppenheim; † 30. Januar 1825 in Stuttgart) war ein deutscher Porzellanmaler, Tiermaler und Landschaftsmaler.

## Leben
Johann Friedrich Steinkopf wurde als drittes von 5 Kindern am 5. März 1737 in Oppenheim am Rhein geboren. Sein Vater war der Metzgermeister Carl Otto Steinkopf (1713–1779). Seine Mutter war Anna Elisabeth Finkenauer († 1773), die Tochter eines Anwaltschultheißen.

### Frühe Jahre
Nach dem Besuch der Lateinschule musste Steinkopf trotz seiner Neigung zur klassischen Literatur und zur Kunst im Alter von 14 Jahren auf Geheiß seines Vaters eine Stelle in einer Mannheimer Spezereihandlung antreten. Als sein Vetter erkrankte, versah der 15-Jährige ein Jahr lang dessen Stelle als Posthalter in Oppenheim, die mit der Aufsicht über 40 Pferde verbunden war.

### Porzellanmaler
Danach trat er in die kurz zuvor 1755 gegründete Porzellanfabrik von Paul Hannong in Frankenthal ein. Der künstlerisch frühreife Junge wurde bald ein geschickter Porzellanmaler.  Da er sich von seinen Vorgesetzten schlecht behandelt fühlte, verließ er die Fabrik, nachdem er 1759 eine Anstellung in der 1758 von Herzog Carl Eugen von Württemberg gegründeten Porzellanfabrik zu Ludwigsburg gefunden hatte. Zahlreiche mit S (in der Regel rot) bezeichnete Stücke aus der Blütezeit der Fabrik werden ihm zugeschrieben, namentlich Teller und Platten mit Reitergefechten und Jagdszenen.
1770 heiratete Steinkopf Katharina Barbara Betulius (1754–1816), eine Tochter des Buchbinderobermeisters, Antiquars und Verlegers Johann Christoph Betulius (1728–1791). Aus der Ehe gingen 14 Kinder hervor, darunter der Verleger Johann Friedrich Steinkopf (1771–1852), der Pfarrer Carl Friedrich Adolf Steinkopf (1773–1859), der Maler Gottlob Friedrich Steinkopf (1779–1861) und der Antiquar Ferdinand Steinkopf (1787–1828). Da Steinkopfs Familie schnell wuchs, die Fabrik aber ihr Personal unregelmäßig und oft nur mit Porzellan bezahlte, gab Steinkopf um 1775 seine Stellung auf und siedelte nach Stuttgart über.

### Stuttgart
In Stuttgart erwarb Steinkopf seinen Lebensunterhalt mit Privatstunden im Zeichnen und übte sich in der Ölmalerei durch Kopieren von Werken des holländischen Schlachten- und Landschaftsmalers und exzellenten Pferdemalers Philips Wouwerman und des Tiermalers Johann Heinrich Roos. Als 1786 am Stuttgarter Gymnasium eine Lehrstelle für Freihandzeichnen errichtet wurde, nahm er diese an und bekleidete sie bis zu seiner Pensionierung im Jahr 1817. 1801 ernannte ihn Herzog Friedrich, der spätere König Friedrich zum Hofmaler für das Fach Tiermalerei. Für den Hof schuf Steinkopf zahlreiche Pferde- und Vieh-Stücke in Öl nach der Natur in landschaftlicher Umgebung.
Steinkopf starb im Alter von fast 88 Jahren am 30. Januar 1825 in Stuttgart, seine Frau starb bereits 1816 im Alter von 61 Jahren. Hauptsächlich durch Austausch seiner Zeichnungen bei den Kunsthändlern erwarb sich Steinkopf eine Sammlung von Zeichnungen, Bildern und Stichen, die nach seinem Tod versteigert wurde. Der gedruckte Verkaufskatalog umfasste 80 Seiten.
| - Idyllische Landschaft mit verliebten Schafhirten, 1786. - Zwei Pferdestudien, um 1775–1799. - Pferdegruppe und bellender Hund, 1790er Jahre. - Bildnis eines Schimmels, 1823. |

## Rezeption
Nach dem Urteil des Kunstschriftstellers August Wintterlin lassen seine Werke Steinkopf „als einen guten Beobachter und geübten Zeichner erkennen, der, unbeirrt von dem Zwange des Classicismus an der Hand der Natur und der Niederländer seine eigenen Wege ging, ohne darum den Autodidakten allzu häufig zu verrathen. In den überaus feinen Tönen seiner Aquarelle blieb auch später der ehemalige Porzellanmaler angenehm sichtbar.“